# Monnina stipulata
Monnina stipulata är en jungfrulinsväxtart som beskrevs av Chod.. Monnina stipulata ingår i släktet Monnina och familjen jungfrulinsväxter. Inga underarter finns listade i Catalogue of Life.